# Alan-a-Dale (häst)
Alan-a-Dale, född 1899, död 1925, var ett engelskt fullblod, mest känd för att ha segrat i Kentucky Derby (1902). Han är namne med karaktären i legenden om Robin Hood. 

## Bakgrund
Alan-a-Dale var en fuxhingst efter Halma och under Sudie McNairy (efter Enquirer). Han ägdes och tränades av sin uppfödare Thomas Clay McDowell, och reds av Jimmy Winkfield.

## Karriär
Alan-a-Dale tävlade mellan 1901 och 1906, och sprang in 25 195 dollar på 37 starter, varav 17 segrar, 7 andraplatser och 1 tredjeplats. Han tog karriärens största seger i Kentucky Derby (1902). Han segrade även i Brighton Junior Stakes (1901) och Oakwood Handicap (1903).
Som tvååring segrade Alan-a-Dale i tre av fyra starter. Hans treåringssäsong inleddes med skador, vilket ledde till att hans första start under säsongen gjordes i samband med Kentucky Derby. Tillsammans med Jimmy Winkfield ledde han med sex längder in på upploppet, trots att han haltade. Han segrade till slut med en noslängd. Skadan höll Alan-a-Dale borta från tävlandet resten av säsongen.
Som fyraåring gjorde Alan-a-Dale comeback på tävlingsbanorna, och fortsatte att tävla med framgång under ytterligare tre år.
Som avelshingst nådde han måttliga framgångar och avled 1925 vid 26 års ålder.